# Вида Боева
Вида Боева-Попова е българска общественичка, деятелка на Македонската патриотична организация, личен секретар на Иван Михайлов.

## Биография
Вида Боева е родена на 20 май 1938 година в град Охрид. Завършва гимназия в родния си град, след което две години учи арабистика в Белградския университет. През 1961 имигрира в Италия, завършва политически науки в университета в Рим. През 1963 година се запознава с Иван Михайлов в Рим и в продължение на 27 години, до смъртта му, е негов сътрудник и личен секретар.
Съпруга е на Антон Попов, деец на Македонската патриотична организация и главен редактор на вестник „Македонска трибуна“.